# 即身成仏
即身成仏（そくしんじょうぶつ）は、仏教の修行者が「密教」の実践を通じ、今生のうちに成仏を達成すること。
大乗仏教圏の中で、生きた密教の伝統をつたえる地域にチベット仏教、日本仏教・ネパール仏教の三系統があるが、それぞれにおいて、「さとりとは何か」についての理解に大きな相違があり、それにともない、「即身成仏」の意義や意味内容にもおおきな差異がある。

## 概要
一般仏教では、「三阿僧祇劫」という長期にわたり六波羅蜜行を休まず続けることにより、やうやく成仏が達成されうるとされ、これに対して密教の実践がこの期間を大幅に短縮しうると位置付けるのが密教の伝承を伝える各地域における共通の位置付けである。
チベット仏教の各派における「悟り」は、
1. 菩提心を起こす（一切衆生を救うため、自らの悟りを目指す心を起こす）
2. 煩悩の止滅
3. 空性の直感的な理解

などの果てに獲得されるものとされ、一般仏教の修行では「三阿僧祇劫」の長期を要するところ、密教の行を通じ、「利根の者は今生にて、鈍根のものでも十六生のうちに成仏が達成できる」と位置付けられる。
日本密教の「悟り」は、「われわれが父母から受けたこの現実の体をもって、真実に目覚めた者になることをいう」とされる。日本密教における「即身成仏」観の原点には空海の『即身成仏義』があるが、空海の衣鉢を継ぐ真言宗の各派では、空海とは別人が表した別バージョン（『異本即身成仏義』第三本）に記載されている「三種即身成仏」が基本的な見解として取り入れられた。
1. 理具成仏：あらゆる人間の体には「六大体大」が蔵されており、かつ「四種の曼荼羅」の働きを受けつつ「三密」にも対応しており、したがって父母より生まれ出た身のままで、清浄きわまりなく、すでにホトケになっている。
2. 加持成仏：しかし現実の世界では、煩悩にさいなまれて無明の闇にさまよい、人間は生まれながらの清浄な状態を保ちえない。したがって本来の清浄な状態に回帰するためには、いわゆる三密加持(手に印契を結び、口に真言を誦し、意は霊妙な境地に入っホトケと一体化する)を行ずる必要がある。
3. 顕得成仏：しかしこの「加持成仏」といえども、いったん三密加持の霊境からでれば、とたんにもとの煩悩と無明が支配する世界に立ち戻らざるをえない。しかし三密加持を常にしつづけていれば、やがて日常のありとあらゆる行為のひとつひとつにホトケの境地を実現し、生ける身体そのままでホトケの知恵と行動を獲得・体現できるようになる[4]。

空海の「御請来目録」(806)にも、顕教ならば「三阿僧祇劫」、密教によるなら「十六生」,「十六大生」で成仏を可能とする、という趣旨の記述が2箇所みられる。
空海の衣鉢を継ぐ真言宗の各派では、この「十六生」、「十六大生」について、『即身成仏義』に「十六生とは十六大菩薩を指す」と注記されていることを根拠に、「十六回生まれ変わるように思われがちであるが、これは明らかに誤りである」、『「十六大生菩薩生」（=「大日如来の特性を十六に分割することによって顕れた金剛界の十六大菩薩を自身の中に生み出すこと」）という意味になる』と解釈しており、真言密教における成仏には「即身成仏」しかない。

## 日本密教
日本密教では、この肉身のままで究極の悟りを開き、仏になることを「即身成仏」と称する。
即身成仏という単語自体は不空訳「菩提心論」等複数の経論儀軌に見られる。また『修行者が肉身のまま悟りの境地に達する行』は真言密教だけでなく、天台密教・インド密教・チベット密教も含んだ密教全般に内在している。その後、即身成仏は多くの宗派に解釈された。
本節以下では、主として空海に連なる真言宗やそれに影響を受けた天台宗などの密教系の宗派の説く即身成仏について記す。

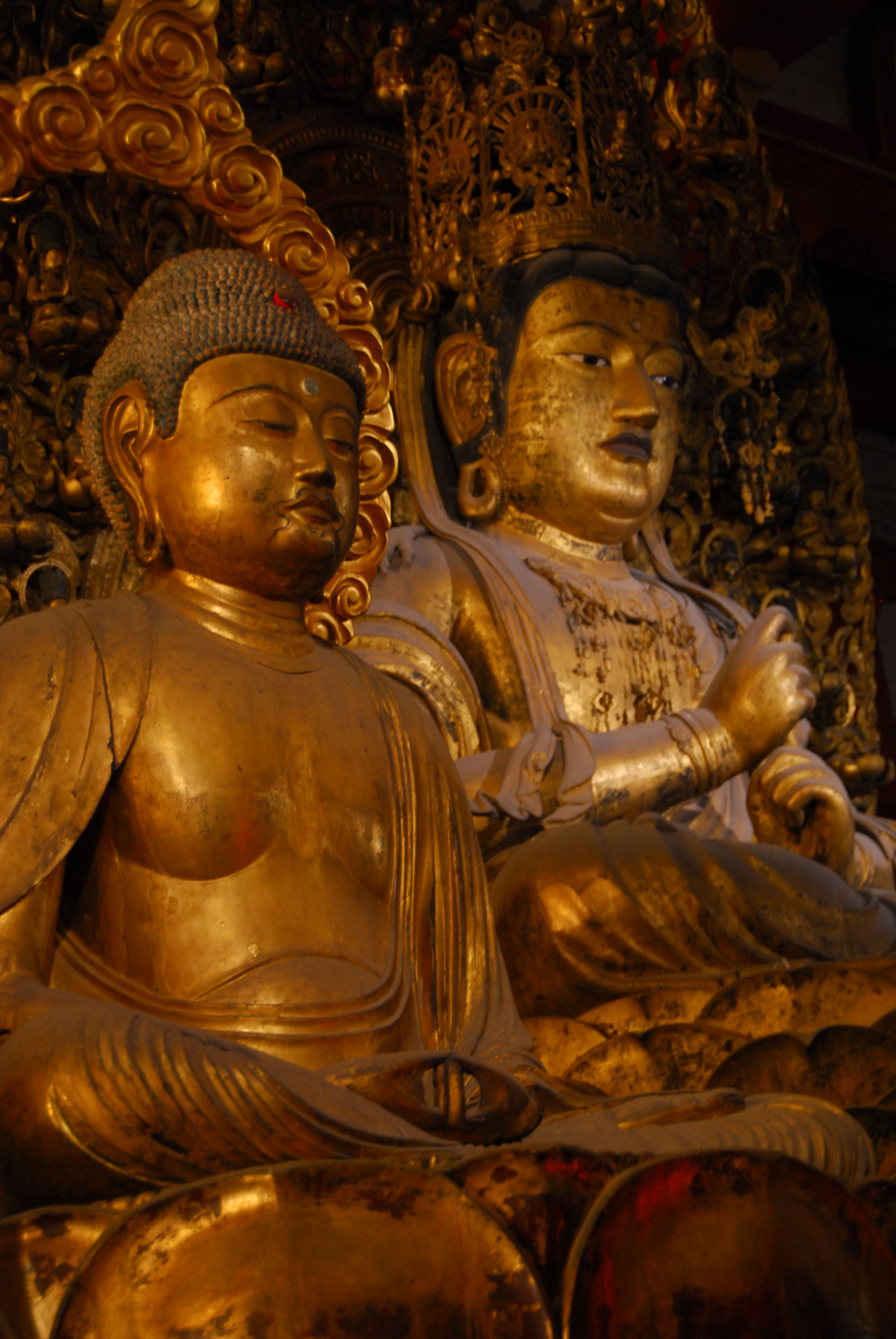
真言密教において「即身成仏」の「即身」を視覚的に表現する「四種曼荼」のうちの「羯磨曼荼羅（立体曼荼羅）」の一部である、大日如来と阿弥陀如来（手前）。空海が手掛けた当時のものが東寺に現存する。

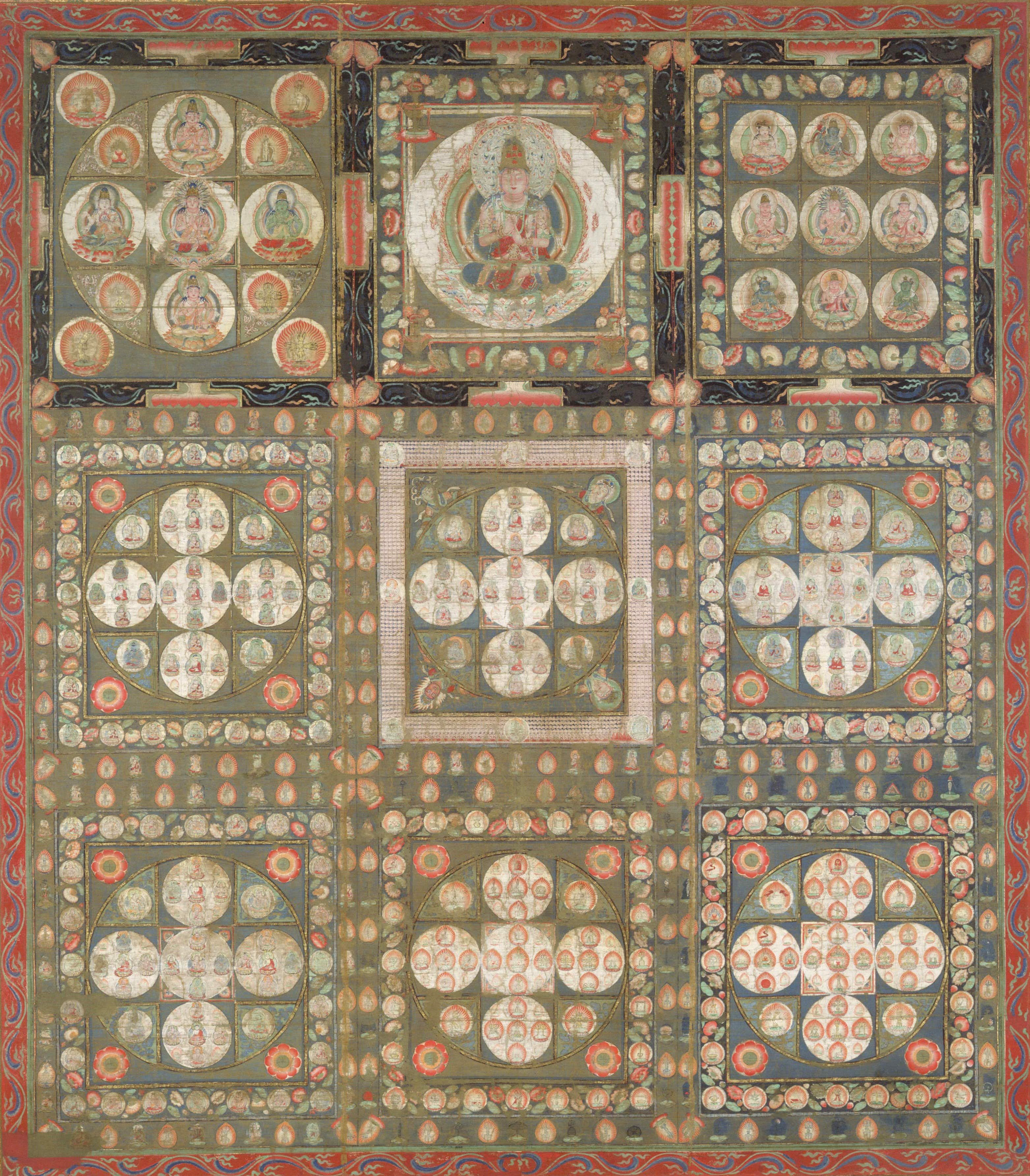
東寺の「大曼荼羅」である、両界曼荼羅（真言院曼荼羅、西院曼荼羅）のうち金剛界曼荼羅

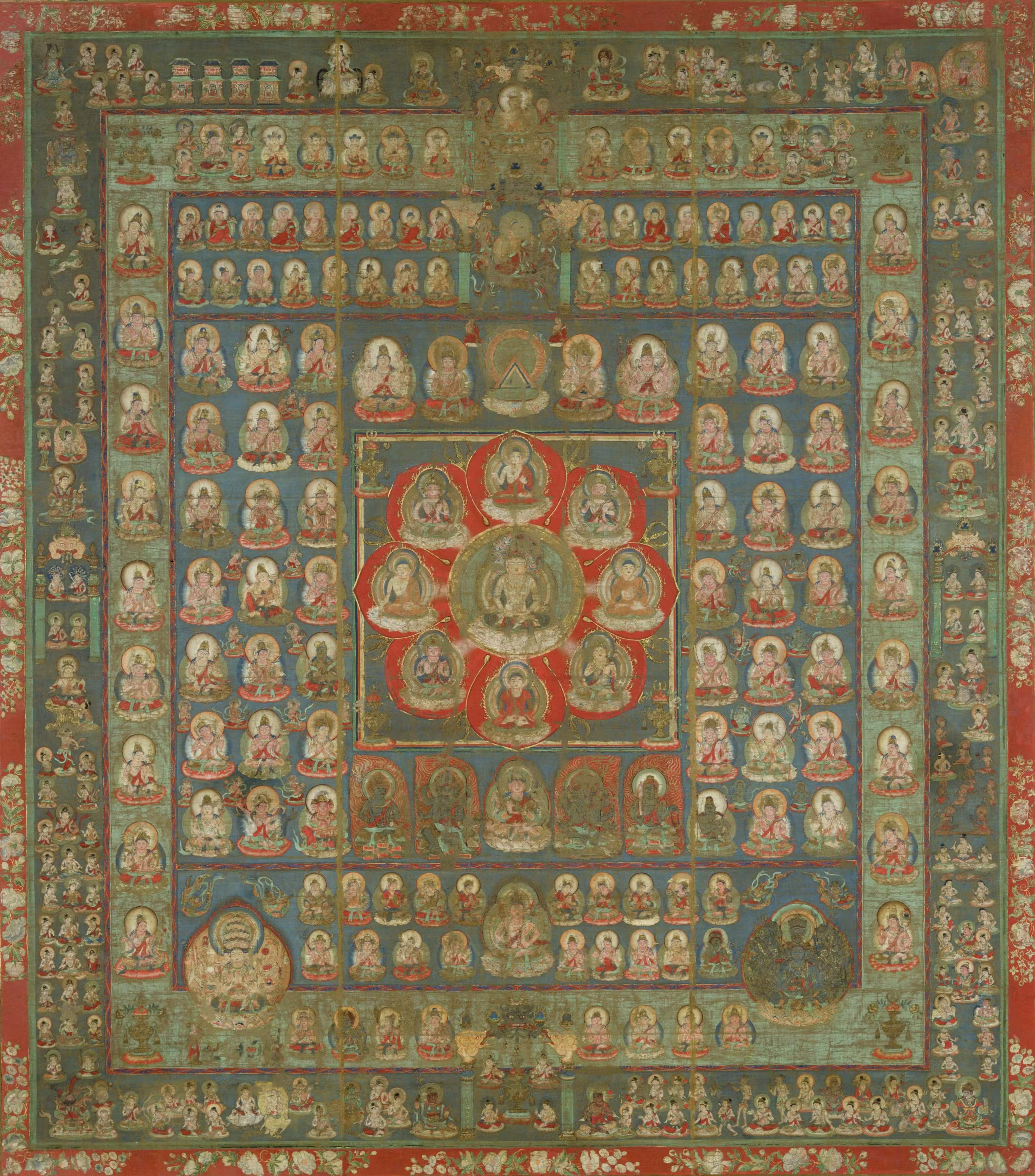
同じく東寺の大曼荼羅である、両界曼荼羅（真言院曼荼羅、西院曼荼羅）のうち胎蔵曼荼羅

大乗仏教などの顕教が「三劫成仏」「三劫」と呼ばれるとても長い時間の修行の末に仏になれることを説くのに対し、日本密教においては「即身成仏」、すなわちこの現世においてこの身のままに悟りを得て仏になれることを説く。
即身成仏思想の元となるインドの中期密教は経典等の形で空海以前に日本にすでに持ち込まれていたが、初めて体系的に日本に持ち込んだのは、延暦23年（804年）に遣唐使として唐朝に派遣された空海である。『金剛頂経』などの経典からこれを学んだ空海は大同元年（807年）に帰国、その将来品の内容を『請来目録』に記して10月22日に朝廷に提出した。その後『弁顕密二教論』の段階では速疾成仏との表現に留まっているが、徳一などとの議論を経て、真言密教における即身成仏は『即身成仏義』として理論化された。『即身成仏義』における以下の詩文は、真言密教における即身成仏の考え方を端的にあらわしたものとされる。真言宗の伝統的に前半4行が「即身」、後半4行が「成仏」の説明であるとする。
「六大」とは五大に加え識大を加えたもので、世界のあらゆるものの構成要素を示す。
「四種曼荼」とはすなわち「大曼荼羅」「三昧耶曼荼羅」「法曼荼羅」「羯磨曼荼羅」という4種類の曼陀羅で表現される。空海は唐朝から曼荼羅も持ち帰り、真言密教の思想とともに全国に広めた。弘仁14年（823年）に嵯峨天皇から東寺を給預された空海は、東寺においてこの四種曼荼を表現させたが、これらは1200年の時を超えて現存している。
「三密」とは仏の身口意の三つである。

### 即身成仏と即身仏の違い
即身仏（修行者が瞑想を続けて絶命し、そのままミイラになること）と混同されがちであるが、即身成仏とは全く別物である。即身仏は「（死んだ人間が）ミイラとして、物理的な身体が仏になる」という、肉体的・物理的な意味合いが強いのに対して、(真言密教における)即身成仏は「（生きた人間が）現世に存在しながら、大日如来と結合して仏となる」という意味であり、仏も我々も同じ構成要素から成っており、我々は本来悟りを開きうる存在であるため（これを仏教の用語では「本覚」という）、仏と衆生は相似であり合一されうる、というのが「即身成仏」の思想の背景にある。

## 修法
我々は本来誰でも仏となりうる可能性が有る（これを「本有」と言う）、というのが日本密教における即身成仏の思想の背景にあるが、それでも仏になるための修行（これを「修生」という）をしないと仏になることはできず、可能性で終わってしまう。インドや中国では密教が衰退してしまったのに対して、日本とチベットでは密教が現存し、即身成仏するための修行の方法（「修法」）が保存されている。特に護摩は、古代インドの祭祀に由来するものが現代の日本にまで伝わったものであり、日本だけでなくチベット密教でも重視されている。
即身成仏するための修法には、他には「阿」という字を観じて瞑想する「阿字観」、「別尊曼荼羅」という特別なご本尊が描かれた曼荼羅を見て祈願する「別尊法」などがある。
加行と呼ばれる準備的な修行の最後に、曼荼羅の上に花を投げて自分のご本尊となる仏を選ぶ灌頂という儀式を行う。空海が唐の青龍寺でこれを行った際、大日如来の上に花が落ちたという逸話がある。真言密教では大日如来を教主としている。

## 日本密教における「密教の教主」
仏が描かれた曼荼羅を用いて修法を行ずることは、日本密教における即身成仏するための修行の一つである。大日如来以外の仏を観想する場合の修法は「別尊法」という。
大乗仏教の仏だけでなくヒンドゥー教の神々なども「仏」として密教に取り込まれたため、様々な仏を本尊とする修法が存在する。高野山などの真言密教の寺院で結縁灌頂を行なった際は、すべての仏が大日如来の一面であるという教義にのっとり、全員が大日如来の上に落ち、大日如来がご本尊と言うことになる。
中期密教が主体となる日本の密教と、後期密教が主体となるチベットの密教では、含まれる仏の種類が異なっており、日本には伝わらない仏がいる。日本の密教とは違うチベット密教の特徴として特にあげられるのが「タントラ」をよりどころとするタントリズムで、性的な修法を通じた聖俗一致などが有名である。

### 真言密教
大日如来を教主とする。
両部曼荼羅（胎蔵曼荼羅・金剛界曼荼羅）を観想する。

### 天台密教
久遠実成の釈迦牟尼仏を教主とする。

### チベット密教
チベットでは、中国（そして日本）には将来されなかった或いは重要視されなかった後期密教のテキストと行が極めて多種伝えられており、テキストの説く教主、曼荼羅の本尊にも多くの種類が有る。

## 「即身成仏」各種

### 他宗での扱い

#### 日蓮系教団
日蓮は一時期密教に傾倒し、日蓮によると、五戒を身に有する衆生が、この五戒が十界具足の五戒であることを知ることによりその我が身に十界を具足し、「我が身に十界を具す」と心得ることをいう。かかる五戒を身に有する衆生が、この知識を修得することが真の即身成仏であり、真の即身成仏には、一分の「行」も必要としない。これが日蓮解釈の、釈迦の出世の本懐である法華経の悟りとしての即身成仏である。

#### 浄土真宗
親鸞に近い弟子が書いたとされる歎異抄では、即身成仏は真言宗の奥義であり、それは聖人ですら難しいことであるから、それよりも阿弥陀如来に救ってもらうべきとしている。